# Азимсирминское сельское поселение
Азимсирми́нское се́льское поселе́ние (чув. Аçӑм Çырми ял тӑрӑхӗ) — муниципальное образование в Вурнарском районе Чувашии.
Административный центр — деревня Азим-Сирма.

## Населенные пункты
Поселение состоит из 10 деревень: Азим-Сирма, Авыр-Сирмы, Большие Хирлепы, Илдымкасы, Кумбалы, Малдыкасы, Ойкасы, Пайки, Тувалькино, Эпшики.